# Diaspora (album)
Diaspora è il primo album in studio della cantante belga Natacha Atlas, pubblicato nel 1995.

## Tracce
1. Iskanderia – 5:15
2. Leysh Nat' Arak – 6:07
3. Diaspora – 6:47
4. Yalla Chant – 5:53
5. Alhambra Part 1 – 1:20
6. Duden – 6:41
7. Feres – 7:38
8. Fun Does Not Exist – 5:56
9. Dub Yalil – 5:56
10. Iskanderia – 5:15
11. Diaspora (Ballon Theatre mix) – 7:02
12. Fun Does Not Exist (Dolmus mix) – 6:21